# グラーフェンラインフェルト
グラーフェンラインフェルト(ドイツ語：Grafenrheinfeld)は、ドイツ南東部のバイエルン州北西部のウンターフランケン行政管区中央部のシュヴァインフルト郡の村。
2016年12月31日の人口は3415人。
1981年から2015年まで原発が稼働していた。

## 歴史
1974年、村の南でグラーフェンハインフェルト原子力発電所の建設が始まった。
1981年、操業が始まった。
1984年と翌年に「世界発電所王賞」を受賞した。
1987年に発売されたグードルン・パウゼヴァングの小説『みえない雲』で、この原発が大規模な放射性物質漏えい事故を起こし、ドイツ全土が放射能に汚染され、1万8000人以上が死亡した。小説と漫画は日本語版も発売された。舞台となる原発の名前は変えてあるが、位置はこの原発と同じである。
2006年3月1日、使用済み核燃料貯蔵施設が開設した。
2015年6月28日、原発は閉鎖された。
これは2022年までに全ての原発を閉鎖する国策と、この原発の採算が取れなくなったためである。